# Associazione Italiana di Metallurgia
L'Associazione Italiana di Metallurgia (AIM) è un'organizzazione scientifica e tecnica italiana dedicata alla promozione della metallurgia. Fondata nel 1946, l'AIM svolge un ruolo cruciale nella comunità metallurgica italiana, supportando la ricerca, l'istruzione e la diffusione delle conoscenze nel campo della metallurgia.

## Storia
L'AIM è stata fondata nel 1946 a Milano da un gruppo di esperti del settore metallurgico, con l'obiettivo di creare una piattaforma per lo scambio di conoscenze e per la promozione della ricerca e dello sviluppo tecnologico nel campo della metallurgia. Tra i fondatori figuravano importanti accademici e professionisti dell'industria metallurgica italiana.

## Missione e Obiettivi
L'Associazione Italiana di Metallurgia ha come missione principale la promozione della ricerca e dello sviluppo tecnologico nel campo della metallurgia. 
Gli obiettivi dell'associazione includono:
- Supportare la ricerca metallurgica attraverso l'organizzazione di conferenze, seminari e workshop.
- Pubblicare riviste scientifiche e tecniche per diffondere le ultime scoperte e innovazioni nel settore.
- Promuovere la diffusione delle conoscenze metallurgiche tra il pubblico, gli studenti e le industrie.
- Fornire supporto e risorse per l'educazione metallurgica a tutti i livelli scolastici.

## Attività e Iniziative

### Conferenze e Congressi
L'AIM organizza regolarmente conferenze e congressi nazionali e internazionali per favorire lo scambio di idee e la collaborazione tra esperti del settore. Tra gli eventi più importanti c'è il Convegno Nazionale AIM, che si tiene ogni due anni e rappresenta un'importante occasione di aggiornamento e networking per i professionisti del settore.

### Pubblicazioni
L'AIM pubblica diverse riviste e bollettini tecnici di alta qualità, tra cui:
- La Metallurgia Italiana: Una rivista dedicata alle novità e alle ricerche nel campo della metallurgia, con articoli peer-reviewed e contributi di esperti del settore.
- AIM Notizie: Un bollettino informativo per i soci dell'associazione, contenente aggiornamenti su eventi, attività e novità del settore.

### Premi e Riconoscimenti
L'AIM assegna vari premi e riconoscimenti per onorare i contributi eccezionali nel campo della metallurgia. Tra i premi più prestigiosi ci sono:
- Premio AIM per la Ricerca: Assegnato a ricercatori che hanno dato contributi significativi alla ricerca metallurgica, promuovendo innovazioni e scoperte importanti.
- Premio AIM alla Carriera: Destinato a metallurgisti che si sono distinti per la loro carriera e i loro contributi alla disciplina, riconoscendo anni di impegno e risultati eccezionali.

## Struttura e Organizzazione
L'AIM è governata da un Consiglio Direttivo, eletto dai membri dell'associazione. Il Consiglio Direttivo è responsabile della gestione delle attività e delle iniziative dell'AIM. 
L'associazione è suddivisa in diverse sezioni tematiche e gruppi di lavoro, che organizzano eventi e attività specifiche. Queste sezioni includono:
- Sezione Acciaio: Focus sulle innovazioni e le tecnologie legate alla produzione e lavorazione dell'acciaio.
- Sezione Alluminio: Dedicata allo sviluppo e alla ricerca nel campo dell'alluminio e delle sue leghe.
- Sezione Metalli Leggeri: Concentrata sui metalli leggeri e sulle loro applicazioni industriali.
- Sezione Metallurgia Fisica: Studi avanzati sulla struttura e le proprietà dei materiali metallurgici.

## Pubblicazioni
- Storia dell'Associazione Italiana di Metallurgia, Associazione Italiana di Metallurgia, 2010.
- Innovazioni e Sviluppi nella Metallurgia Italiana, Associazione Italiana di Metallurgia, 2015.

## Riconoscimenti assegnati
Di seguito vengono elencati alcuni dei riconoscimenti assegnati dall'associazione:
- Medaglia d'oro "Luigi Losana", istituita nel 1950 per iniziativa della FIAT;
- Medaglia "Guido Donegani" (o Medaglia di alluminio), istituita nel 1953 per iniziativa della Montecatini;
- Medaglia di acciaio "Federico Giolitti", istituita nel 1958;
- Medaglia di rame;
- Medaglia d'oro AIM;
- Medaglia di titanio, istituita nel 2002.

### Vincitori del premio "Aldo Daccò"[2]
- 1975 - M. Remondino – F. Pilastro – E. Natale
- 1979 - A. Goria – M. Mischiatti
- 1981 - E. Borghigiani
- 1982 - R. Medana
- 1983 - R. Medana
- 1984 - E. Borghigiani – F. Belletti
- 1986 - R. Medana
- 1987 - L. Piras – L. Lazzaro
- 1989 - P. Fumagalli
- 1990 - F. Cavalleri – G. Tosi – A. Pedaci
- 1991 - R. Roberti – A. Bianchi – F. Pedrotti
- 1992 - R. Maspero – B. Calzolai
- 1993 - E. Gariboldi
- 1994 - G. Zaramella
- 1995 - G.P. Marconi – A. Boccardo
- 1996 - R. Medana
- 1997 - R. Nada
- 1998 - C. Bolner
- 1999 - A. Gregori
- 2001 - C. Mapelli
- 2002 - L. Battezzati – P. Ferro
- 2003 - R. Venturini – S. Baragiola
- 2004 - E. Liotti – F. Piasentini –  F. Bonollo – A. Tiziani
- 2005 - C. Viscardi
- 2006 - D. Baldissin – M. Di Sabatino
- 2007 - G. Timelli – A. Manente
- 2008 - A. Arrighini
- 2009 - M. Merlin
- 2011 - E. Zanini - G. Timelli

### Vincitori del premio "Felice De Carli"[2]
- 1968 - Ignazio Crivelli Visconti, Walter Nicodemi, Stefano Venzi
- 1970 - Rodolfo De Santis, Lucio Giuliani
- 1972 - Mario Conserva, Umberto Ducali, Oddone Ruggeri
- 1974 - Aldo Aldrovandi
- 1976 - Nazzareno Azzeri
- 1988 - Ornella Ursini
- 1992 - Nicoletta Zacchetti
- 1996 - Elisabetta Gariboldi
- 2004 - Carlo Mapelli
- 2006 - Paola Bassani, Chiara Daraio
- 2009 - Ramona Sola

## Soci benemeriti[3]
- Acciaierie Valbruna Spa, Vicenza
- Böhler - Divisione della Böhler Uddeholm Italia SpA, Milano
- Calvi SpA, Merate (LC)
- Centro sviluppo materiali SpA, Roma
- Cogne acciai speciali SpA, Aosta
- Tenaris Dalmine SpA, Dalmine (BG)
- Danieli & C. off. meccaniche SpA, Buttrio (UD)
- ENEA, Roma
- Falck acciai CNS SpA, Grassobbio (BG)
- Federacciai, Milano
- Ferriera Valsabbia SpA, Odolo (BS)
- FIAV L. Mazzacchera SpA , Milano
- Finarvedi SpA, Milano
- IGQ, Milano
- Linco Baxo Ind. Ref. SpA, Milano
- Marcegaglia SpA, Gazoldo Ippoliti (MN)
- Riva acciaio SpA, Milano
- Rodacciai SpA, Bosisio Parini (LC)
- SMS DEMAG INNSE, Milano
- T.A.G. SRL, Dolzago (LC)
- Techint SpA, Milano
- Teksid Aluminium SRL, Carmagnola
- Uddeholm - Divisione della Böhler Uddeholm Italia SpA, Milano